# Romsée-Stavelot-Romsée
La Romsée-Stavelot-Romsée (RSR) est une course cycliste organisée en Belgique (province de Liège) par le Royal Romsée Cycliste, entre Romsée, section de la commune de Fléron, et Stavelot. Elle se déroule le troisième mardi de juin, sur environ 160 km, selon un itinéraire variant chaque année. Elle figure au calendrier de courses sur route de la Royale ligue vélocipédique belge et est ouverte à la catégorie UCI 1.12 des espoirs et élites sans contrat.
L'édition 2020 est annulée en raison de la pandémie de maladie à coronavirus.